# Dogok-dong
Dogok-dong (koreanska: 도곡동) är en stadsdel i stadsdistriktet Gangnam-gu i Sydkoreas huvudstad Seoul.  

## Indelning
Administrativt är Dogok-dong indelat i:
| Namn    | Namn             | Yta km² | Invånare 31 dec 2020 |
| ------- | ---------------- | ------- | -------------------- |
| 도곡1동 | Dogok 1(il)-dong | 1,02    | 22 227               |
| 도곡2동 | Dogok 2(i)-dong  | 1,02    | 34 042               |